# Lista de senhores de Lira
Este anexo é composto por uma lista de Senhores de Lira.
1. Afonso Gomes de Lira, senhor de Lira (? - 1390)
2. Rui Gomes de Lira, senhor de Lira (1420 -?)
3. Rui Trancoso de Lira, senhor de Lira (1470 ?)